# Bristol International Airport
Luchthaven Bristol (Engels: Bristol International Airport) (IATA: BRS, ICAO: EGGD) is het internationale vliegveld nabij Bristol, Engeland. Met bijna acht miljoen passagiers per jaar is het het op zeven na drukste vliegveld van het Verenigd Koninkrijk.

## Geschiedenis
Bristol Airport ontstaat nadat in 1927 een groep lokale zaken mensen besluit geld in te zamelen voor een lokaal vliegveld. In 1929 is er uiteindelijk genoeg geld en er wordt een begin gemaakt met de aanleg op een plaatselijke boerderij. Uiteindelijk wordt het veld geopend in 1930.
Tijdens de Tweede Wereldoorlog bleef Bristol Airport als enige Engelse vliegveld geopend voor commerciële vluchten. Er vonden onder andere lijndiensten naar Portugal plaats.